# Danny Bond
Daniela Barros (Maceió, 23 de julio de 1997), más conocida por su nombre artístico Danny Bond, también apodada Rainha do Jacintinho, es una cantante, rapera, compositora y bailarina brasileña. Como la primera música transgénero negra en alcanzar el número uno en iTunes Brasil, es una de las principales artistas LGBTQIA+ en Alagoas.
A principios de 2019, ocupaba el noveno puesto en la lista de reproducción Virales de Brasil de Spotify; Poco después, se encontró con un coro de más de un millón de personas cantando sus éxitos en el Carnaval de São Paulo, donde fue invitada por la drag queen Pabllo Vittar.

## Vida personal
Daniela es de la favela de Bolão, en las afueras de la capital de Alagoas. Cuando su padre se separó de su madre, las dos se fueron a vivir a Jacintinho, un barrio que Daniela ama y en el que ha vivido desde que era adolescente, donde se considera segura. Luego, a pesar de que su padre intentó contactarla, Daniela prefirió estar con su madre. "Ella y yo pasamos por muchas dificultades. Cuando más lo necesitábamos, él nunca ayudó. Por eso ahora quiere volver, pero yo prefiero quedarme aquí con mi madre", revela.
Desde niña, cuando imitaba a artistas que veía en televisión, su pasión por el canto y el baile estaba presente; de hecho, su nombre artístico proviene del personaje del mismo nombre, interpretado por Paolla Oliveira. Su carrera comenzó oficialmente en 2015 cuando una parodia de su artista favorita y mayor inspiración en el rap, Nicki Minaj, se volvió viral en las redes sociales.

## Carrera
En 2017, lanzó su primer álbum, Epica, con el productor de Paraíba, DJ Fábregas. La notoriedad de su proyecto le permitió ser invitada por Pabllo Vittar a cantar en su bloque de carnaval. La canción Tcheca, de su proyecto, fue remezclada con la canción Say So, canción de la cantante estadounidense Doja Cat, y se volvió viral en TikTok. El éxito fue tan notable que Danny fue invitada como comentarista en los Billboard Music Awards 2021, donde Doja estuvo nominada.
Debido a su notoriedad, la canción "Tcheca" fue elegida como tema de la campaña publicitaria del banco digital WillBank, protagonizada por ella misma, convirtiéndose en la primera mujer trans en Brasil en protagonizar una campaña bancaria.
El 18 de noviembre de 2022 se lanzó su segundo álbum, Caceteira, que contiene apariciones de Kaya Conky, Potyguara Bardo, Chau do Pife y Getúlio Abelha.
Fue una de las embajadoras del proyecto As Vozes do Funk LGBTQIA+, en colaboración con Instagram Brasil y su distribuidor ONErpm.

## Filmografía

### Programas de TV
| Año  | Título                     | Personaje                                                     | Canal    | Nota          |
| ---- | -------------------------- | ------------------------------------------------------------- | -------- | ------------- |
| 2021 | De Frente com Blogueirinha | Ella misma                                                    | DiaTV    | [ 9 ]         |
| 2022 | Altas Horas                | Ella misma                                                    | TV Globo | [ 10 ] [ 11 ] |
| 2022 | Programa Silvio Santos     | Participación en el juego de los tres puntos con Nicole Bahls | SBT      | [ 12 ]        |

## Discografía

### Álbumes
| Faixas do álbum |
| --- |
| 1. Meu Nome é Bond 2. Buceta 3. Cheira Esse Loló 4. Tcheca 5. Eu Gosto é De Dar (con Kaya Conky) 6. Rola Preta 7. Eu Chupo Pau 8. Virei Sapatão 9. Prikito |

| Faixas do álbum |
| --- |
| 1. PPK 2. Vai Maluca 3. Talarica (con Kaya Conky) 4. Daniela 5. Dubye (con Getúlio Abelha) 6. Mentiu Pra Mim (feat. Chau do Pife) 7. Volte Sempre (con Potyguara Bardo) 8. Freestyle 9. Traz o B |

### Sencillos

#### Como artista principal
| Año  | Sencillo                                           | Álbum                 |
| ---- | -------------------------------------------------- | --------------------- |
| 2018 | Cheira Esse Loló (Remezcla) (feat. Marcelo Camara) |                       |
| 2019 | Tiroteio da Trava                                  | Remixes de Quarentena |
| 2019 | Aquecimento da Bond                                | Remixes de Quarentena |
| 2020 | Traz o B                                           | Caceteira             |
| 2021 | PPK                                                | Caceteira             |
| 2022 | Volte Sempre (com Potyguara Bardo)                 | Caceteira             |
| 2022 | Vai Maluca                                         | Caceteira             |

#### Como artista invitada
| Año  | Sencillo                                                          | Álbum                 |
| ---- | ----------------------------------------------------------------- | --------------------- |
| 2018 | T.Q.R. (Maju Shanii e Danny Bond)                                 |                       |
| 2018 | Loka de Pinga (Kika Boom y Danny Bond)                            |                       |
| 2021 | Cagar no Pau (A Travestis y Danny Bond)                           | Respeita as Travestis |
| 2021 | Te Deixo Crazy (Thiago Pantaleão y Danny Bond)                    |                       |
| 2022 | Barbie (Rebecca feat. Pocah, Lexa y Danny Bond)                   |                       |
| 2022 | Minas de Ouro (Hyperanhas feat. Danny Bond y Caio Passos)         | Minas de Ouro         |
| 2022 | Kama Sutra (Remezcla) (Dornelles feat. Danny Bond y Malharo)      |                       |
| 2022 | Emoji de Fogo (Remezcla) (Chameleo feat. Danny Bond y CyberKills) |                       |
| 2023 | Difícil de Esquecer (Romero Ferro, Danny Bond y DJ Zullu)         |                       |

### Sencillos promocionales
| Año  | Sencillo                              | Álbum |
| ---- | ------------------------------------- | ----- |
| 2021 | Independência da Tcheca               |       |
| 2023 | Movimenta e Monta (com Simone Mendes) |       |